# 东泉百福寺
东泉百福寺是一座古建筑，建于明清，位于山西省晋中市平遥县东泉镇东泉村（中国传统村落、山西省历史文化名村）超山，是村中的元代建筑九庙之一。
百福寺创建于北魏熙平年间，宋嘉佑八年赐名百福禅寺。占地五亩余。山门脊饰施用琉璃构件，为介休匠师烧制。内有百福井（晓月井）。平遥古十二景中，该寺有“超峰晓月”，“于仙药迹”两处。1938年，169师司令部曾设于此。1940年在寺内立碑，纪念抗日战争烈士。后由学校占用，现已迁出，恢复寺院。
1973年11月15日，东泉百福寺公布为平遥县文物保护单位。